# Coprinopsis gonophylla
Coprinopsis gonophylla är en svampart som först beskrevs av Lucien Quélet, och fick sitt nu gällande namn av Redhead, Vilgalys & Moncalvo 2001. Coprinopsis gonophylla ingår i släktet Coprinopsis och familjen Psathyrellaceae.  Arten är reproducerande i Sverige. Inga underarter finns listade i Catalogue of Life.

## Bildgalleri